# قطعنامه ۷۳۱ شورای امنیت
قطعنامه ۷۳۱ شورای امنیت سازمان ملل متحد که در تاریخ ۲۱ ژانویه ۱۹۹۲ تصویب شد، سندی بین‌المللی دربارهٔ جمهوری عربی لیبی است. این قطعنامه طی نشست ۳۰۳۳ام با ۱۵ رای موافق، ۰ مخالف و ۰ ممتنع تصویب شد.